# Kolonie Neuland

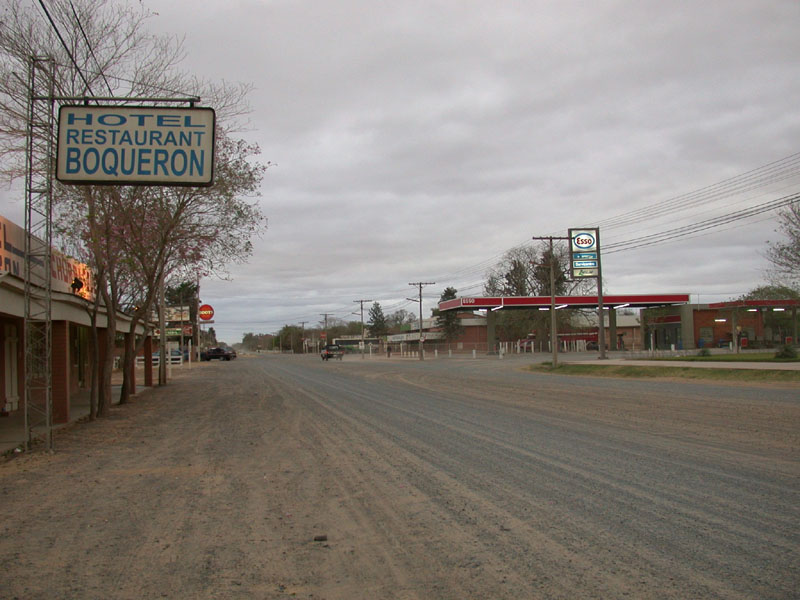
Stadtmitte von Neuland

Logo Kolonie Neuland

Logo Kooperative Neuland

Die Kolonie Neuland (spanisch: Colonia Neuland) ist eine im Jahr 1947 von Russlandmennoniten gegründete Siedlerkolonie im Departamento Boquerón, in der Region Chaco in Paraguay. Sie zählt etwa 3000 Einwohner.

## Geschichte
Die Kolonie wurde im Jahr 1947 von mennonitischen Flüchtlingen aus der damaligen Sowjetunion im paraguayischen Teil des Gran Chaco gegründet. Bereits zuvor waren in der gleichen Region die Siedlerkolonien Menno (1927) und Fernheim (1930) gegründet worden. Die neuen Siedler bestanden nahezu ausschließlich aus russlanddeutschen Mennoniten, die während des Zweiten Weltkrieges aus der Ukraine geflohen und nach dem Krieg für kurze Zeit in verschiedenen Lagern in Deutschland untergebracht waren. Charakteristisch für Mennoniten mit russlanddeutschen Wurzeln ist eine Geschichte der Verfolgung wie auch das Festhalten am Plautdietschen, einer Variante des Niederdeutschen.
Die Übersiedlung nach Südamerika fand vor allem auf dem Schiffsweg statt. Die Neusiedler waren bei ihrer Ankunft oft noch von den traumatisierenden Erfahrungen des Großen Terrors unter Stalin geprägt. So fehlten in nahezu der Hälfte der neu ankommenden Familien die erwachsenen Männer, was vor allem auf die Deportationen russlanddeutscher Männer unter Stalin aber auch auf die Ereignisse des Zweiten Weltkrieges zurückzuführen war.
Etwa 2256 Personen siedelten sich bis 1948 auf dem Land der neuen Kolonie, etwa 75.000 ha, an. Sie befand sich südlich der schon bestehenden Nachbarkolonie Fernheim und war zuvor vom Mennonite Central Committee, einer mennonitischen Hilfsorganisation, angekauft worden. Bei der Ansiedlung bekam jede Familie etwa 12 ha Land zugewiesen. Für Witwen war eine Fläche von etwa 6 ha vorgesehen. Als offizieller Gründungstag gilt der 1. Februar 1947. Das Zentrum der Kolonie erhielt den Namen Neu-Halbstadt. Am 22. Januar 1948 erhielt die Kolonie den Namen Neuland. Die Einwanderer verteilten sich auf insgesamt 27 Dörfer, einige bis zu 50 km vom Zentrum Neu-Halbstadt entfernt.
Die wirtschaftliche Entwicklung der noch jungen Kolonie verlief in den ersten 25 Jahren mehr als schleppend. Die mangelhafte Infrastruktur sowie Trockenheit, Heuschrecken- und Ameisenplagen und eine Reihe von Missernten führten zu einer steten Abwanderung von Siedlern in Richtung Kanada und Deutschland. Zeitweise sank die Einwohnerzahl auf unter 1000.
Ab den 1970er Jahren stabilisierte sich die Entwicklung, nicht zuletzt mit Hilfe größerer Investitionen in der Landwirtschaft. Die Wirtschaft wurde auf die Milch- und Viehwirtschaft wie auch auf den Anbau von Erdnüssen und Sesam zentriert. Mit der wirtschaftlichen Entwicklung konnte auch der soziale Sektor in Form von Bildungseinrichtungen und eines gut ausgestatteten Krankenhauses ausgebaut werden. Es entwickelten sich aber auch Problemfelder, etwa eine wachsende soziale Ungleichheit. Auch hat die positive Entwicklung der deutschen Kolonien zu einer wachsenden wirtschaftlichen und sozialen Kluft zu den in der Umgebung lebenden Indianern und Lateinparaguayern geführt.
Wie die übrigen Kolonien in Paraguay, so besitzt auch die Kolonie Neuland eine innere Autonomie in Bezug auf Verwaltung und wirtschaftliche Entwicklung. So besteht ein innerkoloniales Schulwesen, eine Krankenversicherung sowie ein Ordnungsamt mit unbewaffneten Ordnungsmännern, die Aufgaben der Polizei übernehmen. Die kulturelle Identität der Bewohner ist noch immer stark durch ihre europäisch-deutsche und täuferisch-mennonitische Herkunft geprägt.

## Geografie
Neuland befindet sich im Herzen des paraguayischen Chaco, ca. 450 km nordwestlich der Hauptstadt Asunción. Eine asphaltierte Straße verbindet die Hauptstadt des Landes mit der Kolonie Neuland.
Die Gesamtfläche der Neuländer Ländereien beträgt 220.000 Hektar und ist Eigentum der Kolonie Neuland. Die 3000 Einwohner leben im Zentrum der Kolonie, Neu-Halbstadt und in den mittlerweile nur noch 23 umliegenden Dörfern. Die Dörfer sind durch ein gut angelegtes Straßennetz von insgesamt 500 km verbunden, das zu jeder Jahreszeit befahrbar ist. Die Unterhaltung dieser Verbindungswege wird durch die Kolonie realisiert und aus Beiträgen der Koloniemitglieder finanziert.

## Sprachen
Umgangssprache der Kolonie ist Plautdietsch, eine niederpreußische Varietät des Ostniederdeutschen, die im 16. und 17. Jahrhundert unter den meist aus den Niederlanden, Belgien und Norddeutschland stammenden Siedlern im Weichseldelta entstand. Das Standarddeutsche findet vor allem als Schul- und Kirchensprache und bei offiziellen Anlässen Anwendung. Durch den Kontakt mit den umgebenden Lateinparaguayern kommt zudem Spanisch als dritte gesprochene Sprache hinzu. Da Spanisch auch auf den Lehrplänen der Schulen steht und darüber hinaus in anderen verschiedenen Fächern, die in Spanisch unterrichtet werden, den Schülern vermittelt wird, wachsen die Kinder in der Regel dreisprachig auf. Eine Resolution des nationalen Ministeriums für Bildung und Kultur für die Schulen in der Kolonie, die in privater Trägerschaft und vom Ministerium anerkannt sind, legt fest, dass der Unterricht an den Primarschulen (bzw. Volksschulen) zu 80 % in deutscher und 20 % in spanischer Sprache erfolgen muss. Des Weiteren verfügen einige Bewohner aus der „Ansiedlergeneration“ noch über Russischkenntnisse, die jedoch in den meisten Fällen nicht mehr der kommenden Generation übermittelt werden.
Im zentralen Chaco leben acht verschiedene Ethnien zusammen, die jeweils ihre eigene Sprache bzw. ihren eigenen Dialekt sprechen. Viele Indigene, vor allem die ältere Generation, sprechen auch Plautdietsch, da die ersten Siedler noch über keine Sprachkenntnisse im Spanischen verfügten. Aber auch einige deutschsprachige Bewohner erlernen die Sprachen der indigenen Völker, wie etwa der Chulupí, der Lengua oder der Guaraní.

## Kultur
In der Kolonie gibt es eine Reihe kultureller Institutionen. So bestehen beispielsweise ein Jugendstreichorchester und eine Blaskapelle.
Jedes Jahr findet zudem ein Rodeofest statt, das sich inzwischen zu einer nationalen Ausstellung für Landwirtschaft, Viehzucht, Industrie, Handel und Dienstleistungen erweitert hat.

## Wirtschaft und Tourismus
Der Haushalt der Kolonie Neuland speist sich vor allem aus den Beiträgen der einzelnen Mitglieder und wird hauptsächlich zur Deckung der laufenden Kosten und Schulden eingesetzt. Der Restbetrag wird für die Verbesserung und Erweiterung des Gemeinschaftsgutes bzw. der gemeinschaftlichen Einrichtungen der Kolonie verwendet. Die Verwaltungskosten des Sozial-, Gesundheits- und Bildungswesens sowie aus den Bereichen Sicherheit und Wegbau werden ebenfalls durch Beiträge der Mitglieder finanziert.
Inzwischen arbeitet die Kolonie auch intensiv im Bereich Tourismus. Seit dem Jahr 2000 besteht ein Besucherprogramm, das dem Konzept des edukativen Tourismus folgt. So werden das interethnische Zusammenleben im zentralen Chaco, Schauplätze des Chacokrieges, die großen Estancias und Naturreservate einbezogen. Im Zentralort der Kolonie (in Neu-Halbstadt) befindet sich auch ein kulturhistorisches Museum.